# Mount Henson
Mount Henson ist ein 905 m hoher Berg in der antarktischen Ross Dependency. Er ragt in den unteren Ausläufern der Prince Olav Mountains am nordöstlichen Ende der Mayer Crags auf, wo wer die nordwestliche Begrenzung der Einmündung des Liv-Gletschers in das Ross-Schelfeis darstellt.
Teilnehmer der Byrd Antarctic Expedition (1928–1930) entdeckten und fotografierten ihn im November 1929. Namensgeber ist Matthew Henson (1866–1955), Mitglied der Mannschaft um den US-amerikanischen Polarforscher Robert Edwin Peary, die angeblich am 6. April 1909 als erste den geographischen Nordpol erreichte.